# John Dale Bennett
John Dale Bennett (Grand Forks, 14 novembre 1930) è un ex lunghista statunitense.

## Biografia
Ai Giochi olimpici di Melbourne 1956 vinse la medaglia d'argento nel salto in lungo, preceduto solo dal connazionale Greg Bell.

## Palmarès
| Anno | Manifestazione      | Sede              | Evento         | Risultato | Prestazione | Note                          |
| ---- | ------------------- | ----------------- | -------------- | --------- | ----------- | ----------------------------- |
| 1955 | Giochi panamericani | Città del Messico | Salto in lungo | Argento   | 8,01 m      | Miglior prestazione personale |
| 1956 | Giochi olimpici     | Melbourne         | Salto in lungo | Argento   | 7,68 m      |                               |